# Tom Dillmann
Tom Dillmann (Mulhouse, 1989. április 6. –) francia autóversenyző. A 2010-es Német Formula–3-as, illetve a 2016-os Formula V8 3.5-ös sorozat bajnoka.

## Pályafutása

### A kezdetek: Gokart és Ládaderbi
Tom Dillmann számára a profi versenyzővé váláshoz vezető első lépcsőfok a helyi Ládaderbi bajnokság megnyerése volt. Ezt követően 2000-től 2002-ig gokart versenyeken vett részt. Ezt alatt a három év alatt regionális bajnokságot nyert, valamint az országos bajnokságban a negyedik pozícióban végzett. Apja, a korábbi profi versenyző, valamint csapatvezető Gerard Dillmann fontos szerepet játszott fia karrierjének ezen szakaszában.

### Formula Renault
Dillmann 15 évesen, 2004-ben benevezett a belga Formula Renault 1600-as bajnokságba, a családja által üzemeltetett csapattal a Tom Team-el. Az ötödik helyen fejezte be a viadalt, kettő dobogóval és egy győzelemmel a belgiumi Spa-Francorchamps versenypályán. Ebben az idényben még a Formula Junior 1600 és a Formula Renault Monza versenyein is részt vett. A 2005-ös évet már a Formula Renault Európa-kupa bajnokságban teljesítette, a Prema Powerteam versenyzőjeként. A szezon későbbi részében már a Cram Competition versenyzőjeként vett részt, azonban nem fejezte be a szezont a tapasztalatlansága végett. A francia bajnokságban is részt vett, azonban ott sem tudott pontot szerezni. 2006-ban újra belevágott az európai bajnokságba, ezúttal a SG Formula istállóval. Ez az idény eredményesebbnek bizonyult, ugyanis elérte élete első dobogós helyezését az olaszországi Misano-ban. A szezon későbbi szakaszában kettő további TOP3-as eredményt tudott felmutatni. Végül a 8. helyen fejezte be az évadot.

### Formula–3
2007-ben Red Bull Junior programjában vett részt, amely a fiatal versenyzőket segíti céljaik elérésében. A Red Bull segítségével lehetőséget kapott arra hogy az ASM versenyzőjeként részt vegyen a Formula–3 Euroseries-ben. Csapattársai a későbbi Formula–1-es versenyzők; Kobajasi Kamui, Romain Grosjean és Nico Hülkenberg voltak. 23 pontot és három pódiumot szerezve végül a 9. helyen fejezte be a bajnokságot. Az A1 Grand Prix két fordulóján is lehetőséget kapott a A1 Team Switzerland csapatban. 2008-ban továbbra is ebben a bajnokságban versenyzett és visszatért korábbi csapatához az SG Formula-hoz. A szezont jól kezdte, hiszen Estoril-ban ő volt a leggyorsabb, viszont a szezon hátralévő részében nem tudott kiemelkedő teljesítményt nyújtani. A gyenge eredményei miatt a Red Bull megvált tőle. Ennek következtében a következő két fordulót ki kellett hagynia, azonban a szezon második felében a Nürburgringen egy forduló erejéig lehetőséget kapott a Jo Zeller Racingtől. A kvalifikációt a harmadik helyen fejezte be és a futamon is ezen a helyen ért célba. A második versenyt az ötödik helyen fejezte be. Dillmann nem vett részt több fordulón a bajnokságban, ezáltal a 18. pozícióban végzett a szezon végén. Az év hátralevő részében az olasz Formula–3-as bajnokságban vett részt. Hat versenyen belül két második és két harmadik helyet szerzett. A 2009-es év egy részét inaktívan töltötte, ugyanis nem kapott helyet egy csapatnál sem. A szezon második felében a HBR Motorsport, később pedig a Prema Powerteam színeiben újra az Euroseries-ben versenyzett, azonban nem sikerült pontot szereznie. Még ebben az esztendőben a német Formula–3-as bajnokságban is versenyzett. Ott, egyből sikerült elkapnia a fonalat, ugyanis három győzelemmel és további három podiummal a 6. helyen zárta a szezont, annak ellenére, hogy mindössze három versenyhétvégét teljesített a bajnokságban. A 2010-es szezonban már kizárólag a német Formula–3-as sorozatra koncentrált a HS Technik versenyzőjeként. A szezon során összesen öt győzelmet szerzett és további három dobogós helyezést. Kiemelendő, hogy sachsenringi, és nürburgringi hétvégék mindkét futamát megnyerte. 120 pontot szerezve megnyerte a bajnokságot Daniel Abttal szemben. A harmadik helyen a későbbi Formula–1-es versenyző Kevin Magnussen végzett.

### GP3

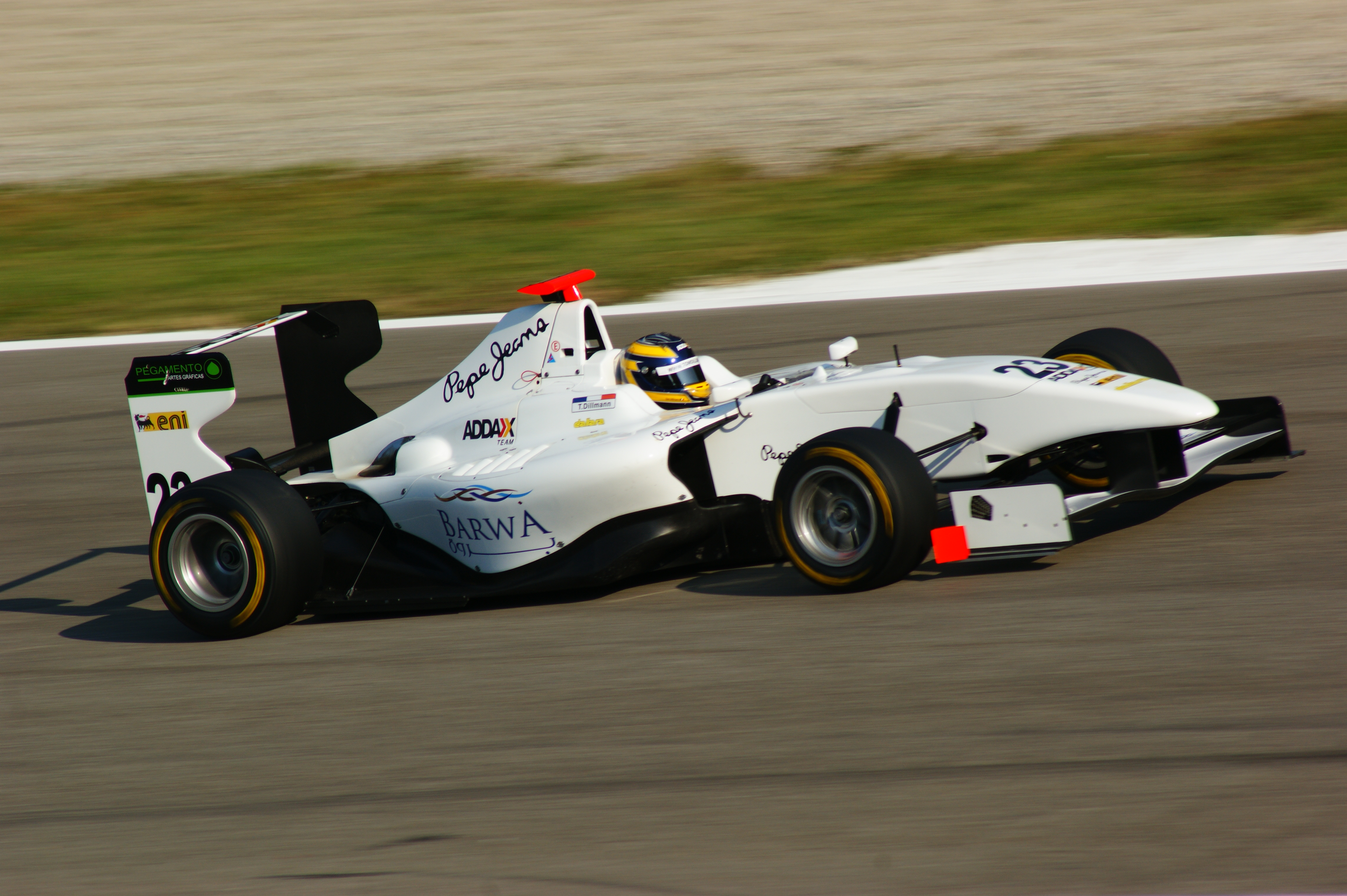
Dillmann aki a szezon nagy részében az Addax csapat versenygépet vezette.

2011 márciusában bejelentésre került, hogy Dillmann a Carlin csapatánál folytatja a GP3-as sorozatban. Az évnyitó versenyen, Isztambulban Dillmann megszerezte az első rajtkockát az első versenyre. A rossz rajt ellenére végül a harmadik helyen ért célba. Ennek ellenére menesztette csapata már az első versenyt követően, ezáltal pedig a franciának váltania kellett. Egy fordulót ki kellett hagynia emiatt, viszont a valenciai versenyen már a Addax színeiben állt rajthoz. Összesen három alkalommal szerzett pontot és a szezon végén a 14. pozícióban végzett, 14 megszerzett pontegységgel.

### GP2
A 2011-es szezont követően Dillmann először tesztelt egy GP2-es versenyautót az iSport által. A kiemelkedő teszteredményei miatt részt vehetett egy, a bajnokságon kívüli fordulóban a Yas Marina Circuiten, Abu-Dzabiban. Mindkét versenyt pontszerző helyen fejezte be és az eredményei miatt 10.000 dolláros támogatásban részesült a Pirelli által. A tél során két csapattal, az Ocean Racing Technology-val, valamint a Rapax Teammel is tesztelt, végül az utóbbi istállóval vágott neki a 2012-es szezonnak. Első győzelmét a kategóriában Bahreinben szerezte, viszont sikerét szenvedés követte, ugyanis a következő hat megmérettetésen nem gyűjtött egy pontot sem, így a csapat kirúgta őt. Ugyan később visszahívták, mivel helyettesíteni kellett az egyik versenyzőjüket, viszont pénzügyi gondok miatt a visszatérése csupán egy fordulóig tartott. A szezon végén csupán a 15. helyen zárta a bajnokságot, azonban megjegyzendő, hogy ő végzett a legmagasabban azok közül a versenyzők közül, amelyek nem teljesítették a teljes szezont. A következő, 2013-as idényt már a Russian Time csapatánál kezdte meg, csapattársa a brit Sam Bird volt. Az évad során első helyet nem szerzett, de két dobogós helyezéssel és többszöri pontszerzéssel a 10. helyen zárta a bajnokságot, 92 ponttal. A 2014-es évadban már két csapatnál is versenyzett: az Arden Internationalnál, valamint a Caterhamnél, de révén hogy nem teljesítette az egész szezont, ezért kiemelkedő eredményeket nem is szerzett.

### Formula 3.5 Series
2015-ben Dillmann csatlakozott a Formula 3.5-es bajnokság mezőnyéhez, amelyben Carlin csapatával állt rajthoz. Annak ellenére, hogy nem szerzett győzelmet a szezon során, mégis a 7. helyen zárta az évet, két dobogót és egy első rajtkockát kaparintott meg. A rákövetkező évre már az AVF-nél talált ülést magának. Az idényt elég sikeresen kezdte; az első három forduló versenyein csak is a TOP3-on belül végzett, ezzel átvette és az évad végéig megőrizte a vezetést a bajnokságban. Öt első rajthellyel, két győzelemmel, valamint további nyolc dobogóval megszerezte a második nemzetközi bajnoki címét.

### WEC és Blancpain GT Sprint kupa
A 2015-ös és az azt követő években több sorozatban is részt vett egyidejűleg, többek között a WEC-ben, valamint a Blancpain sorozatban is. Előbbi sorozatban 2015-ben és 2016-ban az LMP2-es kategóriában vett részt és teljesített összesen három versenyt két csapattal. Egy győzelmet is szerzett Shanghajban. 2018–19-es szezonra már az osztrák ByKolles Racing Team-et erősítette az LMP1-es osztályban. Állandó csapattársa a brit Oliver Webb volt. Az év végére a 12. helyen végeztek 22,5 ponttal.

### Le Mans-i 24 órás autóverseny
A WEC keretein belül került megrendezésre a legendás Le Mans-i 24 órás autóverseny, amelynek a francia ifjonc 2018-ban és 2019-ben résztvevője volt a csúcskategória, vagyis az LMP1-es osztályban a ByKolles-szel. Mindkét viadalt befejezni kényszerült.

### Formula–E
2015-ben részt vett egy előszezoni teszten a Team Aguri csapattal. Két évvel később, 2017-ben a Venturi csapattól kapott lehetőséget hogy részt vehessen a mexikói verseny szabadedzésén. Nem sokkal később részt vehetett élete legelső Formula–E versenyén, köszönthetően annak, hogy a német Maro Engel helyére kellett beugrania az év hátralevő részére. A következő idényre is a Venturival maradt. Ismét helyettesíteni kellett, ezúttal a svájci Edoardo Mortarát három verseny erejéig. New York-ban egy negyedik pozíciót is szerzett. A 2018–19-es Formula–E idényre a brit tulajdonban álló NIO Formula E Team csapathoz szerződött. Első alkalommal teljesített teljes szezont az elektromos formulaautós sorozatban, azonban nem sikerült egy alkalommal sem pontot szereznie. Legjobb eredménye egy tizenkettedik hely volt, amit Hongkong utcáin szerzett. Csapattársa, Oliver Turvey aki kellő tapasztalattal rendelkezett, is csak három alkalommal hozta be pontszerzést érő helyen a gyenge NIO-t. A következő évadra a gárda egyre nagyobb anyagi problémákkal küzdött és később kínai befektetők vásárolták meg az istállót, amelynek következtében Dilmannt menesztették, helyét pedig Ma Csing-hua vette át.

### Super Formula
A 2018-as szezon során a japánban futó Super Formula bajnokságban is versenyzett a Team LeMans-nál. Egy negyedik hellyel debütált, azonban a szezon hátralévő részében nem szerzett pontot.

### Tesztek
2020-ban az FIA Formula–2 bajnokságban szereplő olasz Trident bejelentette, hogy a francia pilóta részt vesz a bajnokság szezon előtti tesztjén, Bahreinben.

## Eredményei

### Karrier összefoglaló
| Év      | Bajnokság                       | Csapat                    | Verseny | Győzelem | Pole | Leggyorsabb kör | Dobogós helyezés | Pont | Helyezés |
| ------- | ------------------------------- | ------------------------- | ------- | -------- | ---- | --------------- | ---------------- | ---- | -------- |
| 2004    | Formula Renault 1.6 Belgium     | Tom Team                  | 14      | 1        | 0    | 2               | 2                | 147  | 5.       |
| 2004    | Formula Renault Monza           | Tom Team                  | 4       | 0        | 0    | 0               | 0                | 28   | 14.      |
| 2004    | Spanyol Formula Junior 1600     | Tom Team                  | 2       | 0        | 0    | 0               | 1                | 0    | HN†      |
| 2005    | Formula Renault 2.0 Európa-kupa | Prema Powerteam           | 6       | 0        | 0    | 0               | 0                | 0    | 37.      |
| 2005    | Formula Renault 2.0 Európa-kupa | Cram Competition          | 4       | 0        | 0    | 0               | 0                | 0    | 37.      |
| 2005    | Francia Formula Renault 2.0     | MC Racing                 | 5       | 0        | 0    | 0               | 0                | 0    | 30.      |
| 2006    | Formula Renault 2.0 Európa-kupa | SG Formula                | 14      | 0        | 0    | 2               | 3                | 61   | 8.       |
| 2006    | Francia Formula Renault 2.0     | SG Formula                | 9       | 2        | 1    | 2               | 2                | 34   | 10.      |
| 2007    | Formula–3 Európa-bajnokság      | ASM Formule 3             | 18      | 0        | 0    | 0               | 3                | 23   | 9.       |
| 2007    | Masters of Formula–3            | ASM Formule 3             | 1       | 0        | 0    | 0               | 0                | —    | —        |
| 2008    | Formula–3 Európa-bajnokság      | SG Formula                | 6       | 0        | 0    | 0               | 0                | 8    | 18.      |
| 2008    | Formula–3 Európa-bajnokság      | Jo Zeller Racing          | 2       | 0        | 0    | 0               | 1                | 8    | 18.      |
| 2008    | Masters of Formula–3            | Jo Zeller Racing          | 1       | 0        | 0    | 0               | 0                | —    | 16.      |
| 2008    | Olasz Formula–3-as bajnokság    | Europa Corse              | 6       | 0        | 0    | 1               | 4                | 29   | 7.       |
| 2009    | Formula–3 Európa-bajnokság      | HBR Motorsport            | 6       | 0        | 0    | 0               | 0                | 0    | 30.      |
| 2009    | Formula–3 Európa-bajnokság      | Prema Powerteam           | 2       | 0        | 0    | 0               | 0                | 0    | 30.      |
| 2009    | Német Formula–3-as bajnokság    | Neuhauser Racing          | 6       | 3        | 3    | 2               | 5                | 49   | 6.       |
| 2010    | Német Formula–3-as bajnokság    | HS Technik                | 18      | 6        | 7    | 10              | 9                | 120  | 1.       |
| 2010    | Olasz Formula–3-as bajnokság    | Scuderia Victoria World   | 2       | 0        | 0    | 1               | 1                | 22   | 13.      |
| 2010    | Olasz Formula–3-as bajnokság    | EuroInternational         | 4       | 0        | 0    | 0               | 0                | 22   | 13.      |
| 2011    | GP3                             | Carlin                    | 2       | 0        | 1    | 0               | 1                | 15   | 14.      |
| 2011    | GP3                             | Addax Team                | 12      | 0        | 0    | 0               | 0                | 15   | 14.      |
| 2011    | Formula–3 Európa-bajnokság      | Motopark                  | 3       | 0        | 0    | 0               | 0                | 0    | HN†      |
| 2011    | Formula–3 Európa-bajnokság      | Carlin                    | 3       | 0        | 0    | 0               | 1                | 0    | HN†      |
| 2011    | Nemzetközi Formula–3-as kupa    | Carlin                    | 2       | 0        | 0    | 0               | 0                | 0    | HN†      |
| 2011    | Nemzetközi Formula–3-as kupa    | Motopark                  | 1       | 0        | 0    | 0               | 0                | 0    | HN†      |
| 2011    | GP2 Final                       | ISport International      | 2       | 0        | 0    | 0               | 1                | 7    | 6.       |
| 2011    | Német Formula–3-as bajnokság    | STROMOS Artline           | 2       | 0        | 0    | 0               | 0                | 0    | HN       |
| 2012    | GP2                             | Rapax                     | 14      | 1        | 0    | 0               | 1                | 29   | 15.      |
| 2013    | GP2                             | Russian Time              | 22      | 0        | 1    | 2               | 2                | 92   | 10.      |
| 2014    | GP2                             | Arden International       | 2       | 0        | 0    | 0               | 1                | 18   | 19.      |
| 2014    | GP2                             | EQ8 Caterham Racing       | 6       | 0        | 0    | 1               | 0                | 18   | 19.      |
| 2014    | Porsche Szuperkupa              | Lechner Racing Team       | 1       | 0        | 0    | 0               | 0                | 0    | HN†      |
| 2015    | Formula Renault 3.5             | Jagonya Ayam with Carlin  | 17      | 0        | 1    | 1               | 2                | 122  | 7.       |
| 2015    | WEC                             | Signatech Alpine          | 2       | 1        | 1    | 0               | 1                | 38   | 13.      |
| 2015    | ADAC GT Masters                 | Bentley Team HTP          | 4       | 0        | 1    | 0               | 0                | 17   | 30.      |
| 2015    | Blancpain GT Sprint kupa        | Bentley Team HTP          | 2       | 0        | 0    | 0               | 0                | 8    | 23.      |
| 2016    | Formula Renault 3.5             | AVF                       | 18      | 2        | 5    | 2               | 10               | 237  | 1.       |
| 2016    | WEC                             | Extreme Speed Motorsports | 1       | 0        | 0    | 0               | 0                | 10   | 27.      |
| 2016–17 | Formula–E                       | Venturi                   | 7       | 0        | 0    | 0               | 0                | 12   | 19.      |
| 2017    | Blancpain GT Sprint kupa        | GRT Grasser Racing Team   | 2       | 0        | 0    | 0               | 0                | 0    | HN       |
| 2017    | Blancpain GT Endurance kupa     | GRT Grasser Racing Team   | 1       | 0        | 0    | 0               | 0                | 0    | HN       |
| 2017–18 | Formula–E                       | Venturi                   | 3       | 0        | 0    | 0               | 0                | 12   | 18.      |
| 2018    | Super Formula                   | UOMO Sunoco Team LeMans   | 5       | 0        | 0    | 0               | 0                | 5    | 14.      |
| 2018–19 | Formula–E                       | NIO Formula E Team        | 13      | 0        | 0    | 1               | 0                | 0    | 23.      |
| 2018–19 | WEC                             | ByKolles Racing Team      | 6       | 0        | 0    | 0               | 0                | 22,5 | 17.      |

† Dillmann vendégversenyző volt, így nem volt jogosult bajnoki pontokra.

### A Teljes Formula–3 Euroseries eredménysorozata
(Táblázat értelmezése)

(Félkövér: pole-pozícióból indult; dőlt: leggyorsabb kört futott) 

| Év   | Csapat           | Motor      | 1        | 2        | 3        | 4        | 5        | 6        | 7       | 8        | 9        | 10       | 11       | 12       | 13       | 14       | 15      | 16    | 17       | 18       | 19       | 20       | 21    | 22    | 23    | 24    | 25    | 26    | 27    | Helyezés | Pont |  |
| ---- | ---------------- | ---------- | -------- | -------- | -------- | -------- | -------- | -------- | ------- | -------- | -------- | -------- | -------- | -------- | -------- | -------- | ------- | ----- | -------- | -------- | -------- | -------- | ----- | ----- | ----- | ----- | ----- | ----- | ----- | -------- | ---- |  |
| 2007 | ASM Formule 3    | Mercedes   | HOC 1 Ni | HOC 2 Ni | BRH 1 10 | BRH 2 9  | NOR 1 4  | NOR 2 3  | MAG 1 9 | MAG 2 Ki | MUG 1 Ki | MUG 2 8  | ZAN 1 18 | ZAN 2 4  | NÜR 1 13 | NÜR 2 Ki | CAT 1 3 | CAT 2 | NOG 1 Ki | NOG 2 19 | HOC 1 17 | HOC 2 14 |       |       |       |       |       |       |       | 8.       | 37   |  |
| 2008 | SG Formula       | Mercedes   | HOC 1 Ki | HOC 2 15 | MUG 1 16 | MUG 2 27 | PAU 1 Ki | PAU 2 25 | NOR 1   | NOR 2    | ZAN 1    | ZAN 2    |          |          |          |          |         |       |          |          |          |          |       |       |       |       |       |       |       | 18.      | 8    |  |
| 2008 | Jo Zeller Racing | Mercedes   |          |          |          |          |          |          |         |          |          |          | NÜR 1 3  | NÜR 2 5  | BRH 1    | BRH 2    | CAT 1   | CAT 2 | LMS 1    | LMS 2    | HOC 1    | HOC 2    |       |       |       |       |       |       |       | 18.      | 8    |  |
| 2009 | HBR Motorsport   | Mercedes   | HOC 1    | HOC 2    | LAU 1    | LAU 2    | NOR 1    | NOR 2    | ZAN 1   | ZAN 2    | OSC 1 25 | OSC 2 22 | NÜR 1 22 | NÜR 2 14 | BRH 1    | BRH 2    | CAT 1   | CAT 2 |          |          | HOC 1 15 | HOC 2 Ki |       |       |       |       |       |       |       | 30.      | 0    |  |
| 2009 | Prema Powerteam  | Mercedes   |          |          |          |          |          |          |         |          |          |          |          |          |          |          |         |       | DIJ 1 19 | DIJ 2 Ki |          |          |       |       |       |       |       |       |       | 30.      | 0    |  |
| 2011 | Motopark         | Volkswagen | LEC 1    | LEC 2    | LEC 3    | HOC 1 12 | HOC 2 10 | HOC 3 8  | ZAN 1   | ZAN 2    | ZAN 3    |          |          |          |          |          |         |       |          |          |          |          |       |       |       |       |       |       |       | HN†      | 0    |  |
| 2011 | Carlin           | Volkswagen |          |          |          |          |          |          |         |          |          | RBR 1 4  | RBR 2 12 | RBR 3    | NOR 1    | NOR 2    | NOR 3   | NÜR 1 | NÜR 2    | NÜR 3    | SIL 1    | SIL 2    | SIL 3 | VAL 1 | VAL 2 | VAL 3 | HOC 1 | HOC 2 | HOC 3 | HN†      | 0    |  |

† A versenyt nem fejezte be, de helyezését értékelték, mert a versenytáv több, mint 90%-át teljesítette.
† Dillmann vendégversenyző volt, így nem volt jogosult bajnoki pontokra.

### Teljes GP3-as eredménylistája
(Táblázat értelmezése)

(Félkövér: pole-pozícióból indult; dőlt: leggyorsabb kört futott) 

| Év   | Csapat     | 1         | 2         | 3       | 4       | 5          | 6          | 7          | 8           | 9          | 10        | 11        | 12         | 13        | 14         | 15         | 16        | Helyezés | Pont |
| ---- | ---------- | --------- | --------- | ------- | ------- | ---------- | ---------- | ---------- | ----------- | ---------- | --------- | --------- | ---------- | --------- | ---------- | ---------- | --------- | -------- | ---- |
| 2011 | Carlin     | TUR FEA 3 | TUR SPR 9 | BEL FEA | BEL SPR |            |            |            |             |            |           |           |            |           |            |            |           | 14.      | 15   |
| 2011 | Addax Team |           |           |         |         | VAL FEA 20 | VAL SPR Ki | GBR FEA Ki | GBR SPR 25† | GER FEA 22 | GER SPR 5 | HUN FEA 7 | HUN SPR 22 | BEL FEA 6 | BEL SPR Ki | ITA FEA Ki | ITA SPR 9 | 14.      | 15   |

† A versenyt nem fejezte be, de helyezését értékelték, mert a versenytáv több, mint 90%-át teljesítette.

### Teljes GP2-es eredménylistája
(Táblázat értelmezése)

(Félkövér: pole-pozícióból indult; dőlt: leggyorsabb kört futott) 

| Év   | Csapat              | 1          | 2          | 3          | 4           | 5          | 6          | 7          | 8          | 9          | 10         | 11         | 12         | 13         | 14          | 15         | 16         | 17        | 18        | 19        | 20         | 21         | 22         | 23      | 24      | Helyezés | Pont |
| ---- | ------------------- | ---------- | ---------- | ---------- | ----------- | ---------- | ---------- | ---------- | ---------- | ---------- | ---------- | ---------- | ---------- | ---------- | ----------- | ---------- | ---------- | --------- | --------- | --------- | ---------- | ---------- | ---------- | ------- | ------- | -------- | ---- |
| 2012 | Rapax               | MAL FEA 18 | MAL SPR 11 | BHR1 FEA 6 | BHR1 SPR 10 | BHR2 FEA 8 | BHR2 SPR 1 | ESP FEA 22 | ESP SPR 12 | MON FEA 11 | MON SPR Ki | VAL FEA Ki | VAL SPR 12 | GBR FEA    | GBR SPR     | GER FEA 9  | GER SPR Ki | HUN FEA   | HUN SPR   | BEL FEA   | BEL SPR    | ITA FEA    | ITA SPR    | SIN FEA | SIN SPR | 15.      | 29   |
| 2013 | Russian Time        | MAL FEA 14 | MAL SPR 11 | BHR FEA 8  | BHR SPR 4   | CAT FEA 5  | CAT SPR 26 | MON FEA 11 | MON SPR 25 | GBR FEA 3  | GBR SPR 6  | GER FEA 8  | GER SPR Ki | HUN FEA 20 | HUN SPR 11  | BEL FEA 5  | BEL SPR 9  | ITA FEA 3 | ITA SPR 5 | SIN FEA 6 | SIN SPR 14 | UAE FEA Ki | UAE SPR Ni |         |         | 10.      | 92   |
| 2014 | Arden International | BHR FEA    | BHR SPR    | ESP FEA 8  | ESP SPR 3   | MON FEA    | MON SPR    | AUT FEA    | AUT SPR    | GBR FEA    | GBR SPR    |            |            |            |             |            |            |           |           |           |            |            |            |         |         | 19.      | 18   |
| 2014 | EQ8 Caterham Racing |            |            |            |             |            |            |            |            |            |            | GER FEA 12 | GER SPR 9  | HUN FEA 9  | HUN SPR 19† | BEL FEA 12 | BEL SPR 9  | ITA FEA   | ITA SPR   | RUS FEA   | RUS SPR    | UAE FEA    | UAE SPR    |         |         | 19.      | 18   |

† A versenyt nem fejezte be, de helyezését értékelték, mert a versenytáv több, mint 90%-át teljesítette.

### Teljes Formula V8 3.5 eredménylistája
(Táblázat értelmezése)

(Félkövér: pole-pozícióból indult; dőlt: leggyorsabb kört futott) 

| Év   | Csapat                   | 1       | 2       | 3       | 4       | 5        | 6       | 7       | 8       | 9       | 10      | 11       | 12      | 13       | 14      | 15       | 16       | 17      | 18      | Helyezés | Pont |
| ---- | ------------------------ | ------- | ------- | ------- | ------- | -------- | ------- | ------- | ------- | ------- | ------- | -------- | ------- | -------- | ------- | -------- | -------- | ------- | ------- | -------- | ---- |
| 2015 | Jagonya Ayam with Carlin | ARA 1 9 | ARA 2 5 | MON 1 3 | SPA 1 6 | SPA 2 16 | HUN 1 5 | HUN 2 5 | RBR 1 5 | RBR 2 8 | SIL 1 5 | SIL 2 Ki | NÜR 1 5 | NÜR 2 14 | LMS 1 3 | LMS 2 5  | JER 1 Ki | JER 2 6 |         | 7.       | 122  |
| 2016 | AVF                      | ALC 1 3 | ALC 2   | HUN 1 2 | HUN 2 1 | SPA 1 2  | SPA 2   | LEC 1 4 | LEC 2 6 | SIL 1 4 | SIL 2 4 | RBR 1 3  | RBR 2   | MNZ 1 12 | MNZ 2 8 | JER 1 Ki | JER 2 8  | CAT 1 3 | CAT 2 1 | 1.       | 237  |

† A versenyt nem fejezte be, de helyezését értékelték, mert a versenytáv több, mint 90%-át teljesítette.

### Teljes FIA World Endurance Championship eredménysorozata
(Táblázat értelmezése)

(Félkövér: pole-pozícióból indult; dőlt: leggyorsabb kört futott) 

| Év      | Csapat                    | Osztály | Kasztni        | Motor                       | 1     | 2      | 3   | 4     | 5      | 6   | 7      | 8      | 9     | Helyezés | Pont |
| ------- | ------------------------- | ------- | -------------- | --------------------------- | ----- | ------ | --- | ----- | ------ | --- | ------ | ------ | ----- | -------- | ---- |
| 2015    | Signatech Alpine          | LMP2    | Alpine A450b   | Nissan VK45DE 4.5 L V8      | SIL   | SPA    | LMS | NÜR   | COA    | FUJ | SHA 1  | BHR 4  |       | 13.      | 38   |
| 2016    | Extreme Speed Motorsports | LMP2    | Ligier JS P2   | Nissan VK45DE 4.5 L V8      | SIL   | SPA    | LMS | NÜR   | MEX    | COA | FUJ    | SHA    | BHR 5 | 27.      | 10   |
| 2018–19 | ByKolles Racing Team      | LMP1    | ENSO CLM P1/01 | Nismo VRX30A 3.0 L Turbo V6 | SPA 4 | LMS Ki | SIL | FUJ 5 | SHA Ki | SEB |        |        |       | 17.      | 22,5 |
| 2018–19 | ByKolles Racing Team      | LMP1    | ENSO CLM P1/01 | Gibson GL458 4.5 L V8       |       |        |     |       |        |     | SPA 14 | LMS Ki |       | 17.      | 22,5 |

* A szezon jelenleg is zajlik.

### Le Mans-i 24 órás autóverseny
| Év   | Csapat               | Csapattárs                    | Autó                  | Kategória | Kör | Összetett Helyezés | Kategória Helyezés |
| ---- | -------------------- | ----------------------------- | --------------------- | --------- | --- | ------------------ | ------------------ |
| 2018 | ByKolles Racing Team | Oliver Webb Dominik Kraihamer | ENSO CLM P1/01-Nismo  | LMP1      | 65  | Kiesett            | Kiesett            |
| 2019 | ByKolles Racing Team | Oliver Webb Paolo Ruberti     | ENSO CLM P1/01-Gibson | LMP1      | 163 | Kiesett            | Kiesett            |

### Teljes Blancpain GT Széria Sprint kupa eredménylistája
(Táblázat értelmezése)

(Félkövér: pole-pozícióból indult; dőlt: leggyorsabb kört futott) 

| Év   | Csapat                  | Osztály | 1      | 2      | 3      | 4      | 5        | 6        | 7      | 8      | 9         | 10        | 11     | 12     | 13     | 14     | Helyezés | Pont |
| ---- | ----------------------- | ------- | ------ | ------ | ------ | ------ | -------- | -------- | ------ | ------ | --------- | --------- | ------ | ------ | ------ | ------ | -------- | ---- |
| 2015 | Bentley Team HTP        | Silver  | NOG QR | NOG CR | BRH QR | BRH CR | ZOL QR 8 | ZOL CR 6 | MOS QR | MOS CR | ALG QR    | ALG CR    | MIS QR | MIS CR | ZAN QR | ZAN CR | 6.       | 34   |
| 2017 | GRT Grasser Racing Team | Pro     | MIS QR | MIS CR | BRH QR | BRH CR | ZOL QR   | ZOL CR   | HUN QR | HUN CR | NÜR QR 15 | NÜR CR 29 |        |        |        |        | HN       | 0    |

† A versenyt nem fejezte be, de helyezését értékelték, mert a versenytáv több, mint 90%-át teljesítette.

### Teljes Formula–E eredménylistája
(Táblázat értelmezése)

(Félkövér: pole-pozícióból indult; dőlt: leggyorsabb kört futott) 

| Év      | Csapat                 | 1      | 2      | 3      | 4      | 5      | 6      | 7       | 8       | 9       | 10     | 11      | 12      | 13     | Helyezés | Pont |
| ------- | ---------------------- | ------ | ------ | ------ | ------ | ------ | ------ | ------- | ------- | ------- | ------ | ------- | ------- | ------ | -------- | ---- |
| 2016–17 | Venturi Formula E Team | HKG    | MAR    | BUE    | MEX    | MON    | PAR 8  | BER1 18 | BER2 15 | NYC1 13 | NYC2 7 | MNT1 10 | MNT2 10 |        | 19.      | 12   |
| 2017–18 | Venturi Formula E Team | HKG1   | HKG2   | MAR    | SAN    | MEX    | PDE    | ROM     | PAR     | BER 13  | ZUR    | NYC1 4  | NYC2 Ki |        | 18.      | 12   |
| 2018–19 | NIO Formula E Team     | ADR 14 | MAR 17 | SAN Ki | MEX 15 | HKG 12 | SNY 13 | ROM 15  | PAR Ki  | MON 14  | BER 19 | BRN 15  | NYC Ki  | NYC 14 | 23.      | 0    |

* A szezon jelenleg is zajlik.
† A versenyt nem fejezte be, de helyezését értékelték, mert a versenytáv több, mint 90%-át teljesítette.

### Teljes Super Formula eredménylistája
(Táblázat értelmezése)

(Félkövér: pole-pozícióból indult; dőlt: leggyorsabb kört futott) 

| Év   | Csapat                  | 1   | 2     | 3     | 4      | 5      | 6      | 7      | Helyezés | Pont |
| ---- | ----------------------- | --- | ----- | ----- | ------ | ------ | ------ | ------ | -------- | ---- |
| 2018 | UOMO Sunoco Team LeMans | SUZ | AUT T | SUG 4 | FUJ 10 | MOT 12 | OKA Ki | SUZ 15 | 14.      | 5    |

† A versenyt nem fejezte be, de helyezését értékelték, mert a versenytáv több, mint 90%-át teljesítette.